# Cultura della Cornovaglia

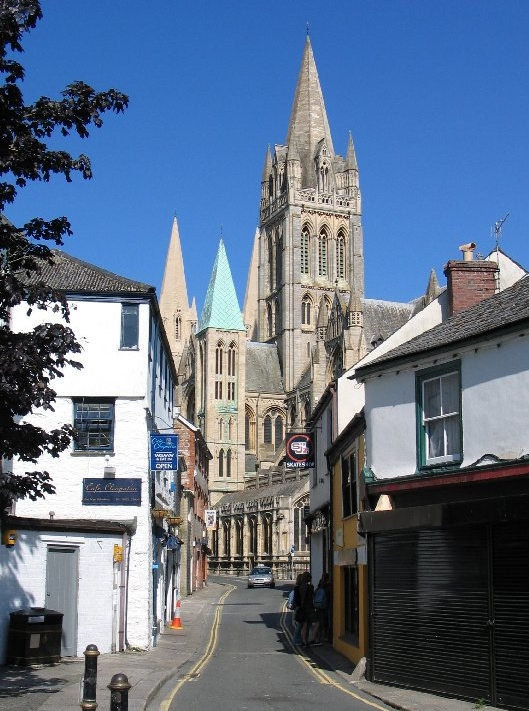
Truro

La cultura della Cornovaglia (in inglese: Culture of Cornwall; in cornico: Gonisogeth Kernow) può essere inquadrata come parte della cultura del Regno Unito, sebbene abbia costumi e tradizioni che la rendono unica. La Cornovaglia è una contea non metropolitana e cerimoniale dell'Inghilterra, nonché un ducato e una nazione celtica, con una serie di tradizioni proprie. Dopo molti anni di declino, la cultura della Cornovaglia sta subendo un forte risveglio, con diversi gruppi interessati alla salvaguardia dei costumi e della lingua della Cornovaglia.

## Lingua cornica

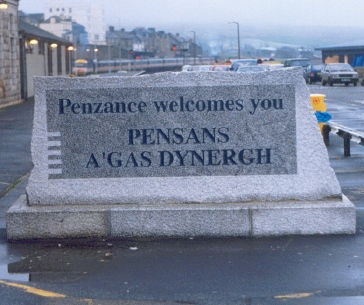
"Pensans a'gas dynergh"

La lingua cornica è una lingua celtica imparentata con il bretone e il gallese, essendo discendenti diretti della lingua brittonica, un tempo diffusa in gran parte della Gran Bretagna. La lingua andò in declino dopo l'introduzione del Book of Common Prayer (nel 1549) e nel 1800 non fu più utilizzata come lingua della Cornovaglia.
Dopo l'inizio del XIX secolo, i ricercatori iniziarono a studiare la lingua di tutti i parlanti isolati e nel 1904 Henry Jenner pubblicò un manuale sulla lingua cornica, iniziando così la sua rivitalizzazione. Sebbene meno dell'1% della popolazione della Cornovaglia professi la padronanza della lingua e ancora meno la dichiari la loro "lingua madre", la lingua continua a svolgere un ruolo significativo nella cultura della Cornovaglia.
Molti eventi usano spesso il cornico, sotto forma di brevi frasi, in aperture, saluti o nomi. C'è una notevole tradizione musicale della lingua, che può essere apprezzata anche dai non parlanti. La stragrande maggioranza dei toponimi della Cornovaglia deriva dalla lingua e una parte significativa della popolazione conosce almeno una semplice parola o frase cornica.